# Валериан Минков
Валериан Михайлов Минков е български строителен инженер и университетски преподавател, професор във ВИАС.

## Биография
Роден е през 1894 г. в Болград. В 1921 г. завършва Висшето техническо училище в Карлсруе. От 1921 до 1931 г. е инженер на пристанищата във Варна и Бургас, началник на пристанище Бургас. От 1935 г. е служител в МЖПТ София. Представител на България в Международната дунавска комисия и в Българо-румънската комисия по построяване на ферибота Русе – Гюргево. Преподавател във ВТУ (от 1942), професор по земна механика и фундиране във ВИАС. Умира през 1987 г. в София.
Автор е на статиите „Анхиалски солници“ (1928) и „Историческо развитие на пристанищното строителство в България“ (1974).
Част от личния му архив се съхранява във фонд 1450К в Централен държавен архив. Той се състои от 3 архивни единици от периода 1928 – 1974 г.